# Wulvergem
Wulvergem is een dorp in de Belgische provincie West-Vlaanderen en een deelgemeente van Heuvelland, het was een zelfstandige gemeente tot aan de gemeentelijke herindeling van 1977. Het dorpje is het kleinste in de gemeente Heuvelland, met slechts ongeveer 260 inwoners en een oppervlakte van 351 ha.

## Geschiedenis
Over het grondgebied van Wulvergem verliep de heerbaan van Kortrijk naar Cassel, en er werden Romeinse munten gevonden uit de tijd van Marcus Aurelius, Commodus en Antoninus Pius (2e eeuw n.Chr.).
Wulvergem werd voor het eerst schriftelijk vermeld, als Wulferisele, wat zoiets als nederzetting van Wulver betekent. Deze Wulver zou het gebied aan de Abdij van Sint-Winoksbergen hebben geschonken. Het patronaatsrecht berustte echter bij de Abdij van Waasten.
Tijdens de Eerste Wereldoorlog werd het dorp geheel verwoest. Daarna werd het herbouwd waarbij de vooroorlogse aanleg min of meer werd aangehouden.

## Demografische ontwikkeling
- Bronnen:NIS, Opm:1831 tot en met 1970=volkstellingen; 1976 = inwoneraantal op 31 december

## Bezienswaardigheden
- De Sint-Machutuskerk
- Het dorp telt een aantal Britse militaire begraafplaatsen uit de Eerste Wereldoorlog:
  - Pond Farm Cemetery
  - Wulverghem-Lindenhoek Road Military Cemetery
  - Packhorse Farm Shrine Cemetery
  - 38 Britse graven zijn bijgezet op het kerkhof van het dorp. Deze graven staan bij de Commonwealth War Graves Commission geregistreerd onder Wulvergem Churchyard.

### Afbeeldingen

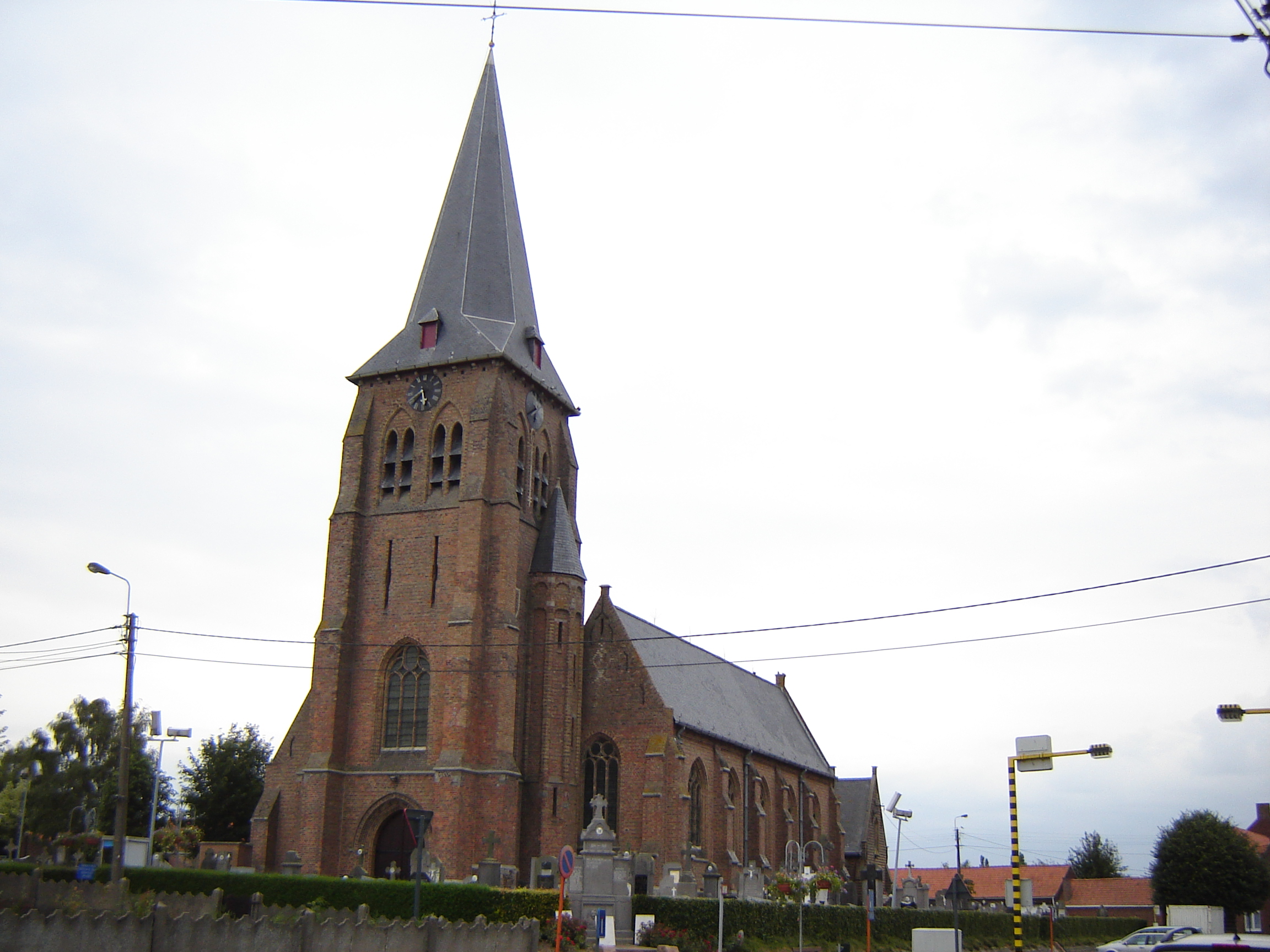
Sint-Machutuskerk
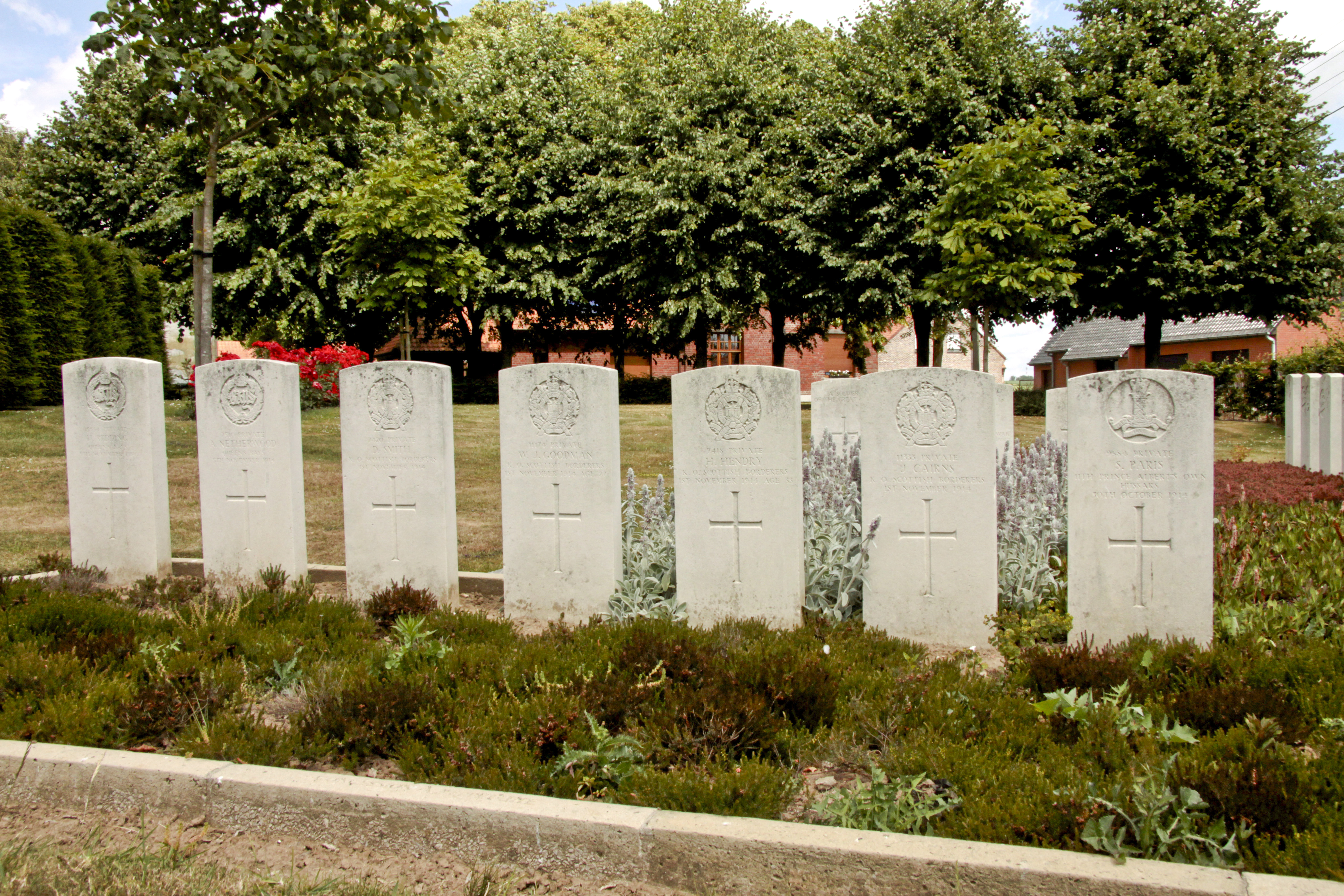
Britse graven

## Natuur en landschap
Wulvergem ligt in Zandlemig Vlaanderen ten oosten van het West-Vlaams Heuvelland en de heuvelrug die de stroomgebieden van IJzer en Leie scheidt. op een hoogte van ongeveer 30 meter, aan de bovenloop van de Douvebeek. Het hoogste punt ligt op 78 meter. Wulvergem ligt nabij de landschappelijke Ankerplaats Ieperse vestingen en omgeving, bossen ten zuiden en heuvelrug Wijtschate-Mesen. Ten zuidoosten van Wulvergem vindt men het Ploegsteertbos.

## Nabijgelegen kernen
Mesen, Wijtschate, Ploegsteert, Nieuwkerke, Kemmel

## Geboren in Wulvergem
- Hugo Byttebier (1924-2004), Belgisch-Argentijns auteur, luchtvaarthistoricus en verzamelaar.

Deelgemeenten: Dranouter · Kemmel · Loker · Nieuwkerke · Westouter · Wijtschate · Wulvergem 

Overige plaatsen: De Klijte · De Seule (deels) · Romarin

Belgische gemeenten · Arrondissement Ieper · West-Vlaanderen · Vlaanderen